# 森可行
森 可行（もり よしゆき）は、戦国時代の武将。越後守。

## 略歴
森可秀の子。美濃国羽栗郡蓮台に居住する。
永正9年（1512年）、祖父の森可房が近江赤田城の夜襲で戦死し、享禄元年（1528年）9月8日、父・可秀が近江小谷で戦死して、家督を継いだ。
土岐頼武、土岐頼芸兄弟の内訌において可行がどちらを支持していたか定かではないが、斎藤道三との仲はさほど良好ではなかったとみえ、道三が頼芸を追放した後には密かに織田信秀の元に度々赴き誼を通じるなどの行動を取り始めるようになり、天文23年（1554年）までには息子の可成と共に信秀の息子、織田信長へと転じることになる。織田家に鞍替えした頃にはすでにかなりの高齢であり、可成の名は文献に多く登場する一方で可行の動向は殆ど判らず既に家督を可成に譲って隠居していたとみられる。
天正中または元亀2年（1571年）5月12日に可児郡金山にて死亡。享年80余。法名は紹徹。金山に葬るが、孫の長一（長可）のときに同地に寺を建立して可成寺と号した。

## 参考資料
- 堀田正敦『国立国会図書館デジタルコレクション 寛政重脩諸家譜. 第1輯』國民圖書、1922年、757-758頁。